# Basilica dei Santi Gervasio e Protasio
La basilica arcipresbiteriale-collegiata dei Santi Gervasio e Protasio è un luogo di culto cattolico situato nel comune di Rapallo, tra corso Italia e piazza Matteo Canessa, nella città metropolitana di Genova. La chiesa è sede della parrocchia omonima del vicariato di Rapallo-Santa Margherita Ligure della diocesi di Chiavari. Nel maggio del 1925 papa Pio XI la elevò alla dignità di basilica minore.
La comunità parrocchiale è una delle più numerose comunità religiose del comprensorio diocesano.

## Storia

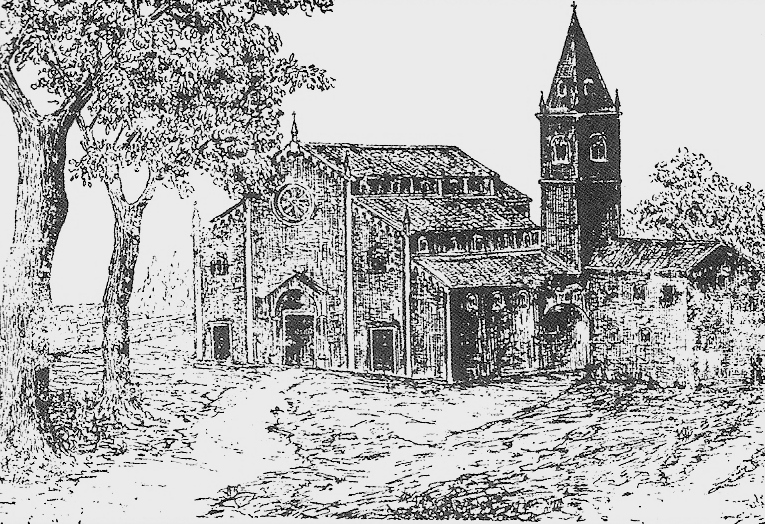
Raffigurazione (ipotetica) del primo impianto romanico-gotico della basilica.

L'intitolazione dell'allora chiesa ai santi Gervasio e Protasio venne ufficializzata, secondo alcune fonti cartacee dell'epoca, l'11 ottobre del 1118 da papa Gelasio II in viaggio verso la Francia. Sulla datazione del giorno e del mese vi è, però, dagli storici una certa discordanza con tale affermazione in quanto i caratteri romani presenti nella lapide marmorea che ne commemora l'evento presenterebbero diverse interpretazioni e, come confermato da diversi studi sul reperto da parte di studiosi dell'Università di Genova e della Soprintendenza dei beni artistici e culturali della Liguria, probabili modifiche grafiche per "adattare" la consacrazione della basilica rapallese ad una datazione postuma alla consacrazione della cattedrale di San Lorenzo di Genova, che avvenne il 10 ottobre del 1118 e ad opera dello stesso pontefice; lo stesso papa che il 26 settembre si trovava a Pisa per la consacrazione del duomo pisano. La lapide, probabilmente datata al XVII secolo, presenta infatti la dicitura in caratteri romani "XII 8BRIS" con il carattere "X" - quindi tradotto nel valore numerico 10 - a ridosso dei caratteri romani "II" (quindi 2 ottobre) a mo' di adattamento della data all'11 ottobre o, ancora, al 12 ottobre 1118. Difficilmente infatti il pontefice, come sostenuto dagli storici, compiendo il viaggio dalla Toscana alla Liguria avrebbe consacrato la cattedrale genovese il 10 ottobre (dato certo e documentato) per poi ritornare indietro a Rapallo (distante oggi circa 30 km) per seguire il medesimo atto della basilica e quindi riprendere il viaggio verso ovest e la Francia.
Già al 1143 è segnalata la presenza di un Capitolo di canonici.
La successiva struttura che si edificò, probabilmente in epoca medievale e in stile gotico-romanico, fu interessata nel tempo a diversi rimaneggiamenti e modifiche dovute - in determinati periodi - ad assalti, saccheggi e distruzioni che si verificarono nell'allora borgo marinaro rapallese. Proprio per la importanza - da ricordare infatti che la sua giurisdizione parrocchiale si estendeva su 17 chiese degli attuali comuni di Portofino fino a San Pietro di Rovereto (Zoagli) passando per la media val Fontanabuona (Cicagna) - fu inoltre in passato sede di riunioni popolari dove furono intraprese decisioni importanti della vita sociale, politica e religiosa della comunità rapallese.
Nel 1604 la chiesa è segnalata una in una bolla dell'arcivescovo di Genova cardinal Orazio Spinola nella quale si segnala alla comunità il gravoso stato della struttura, indicando per essa nuovi lavori urgenti all'edificio. L'opera di restauro e di trasformazione si avviarono nel 1606 - con lo spostamento del coro all'ingresso e dell'altare maggiore - per concludersi il 2 giugno del 1628, dopo dodici anni di lavoro, conservando però la struttura a quattro navate.

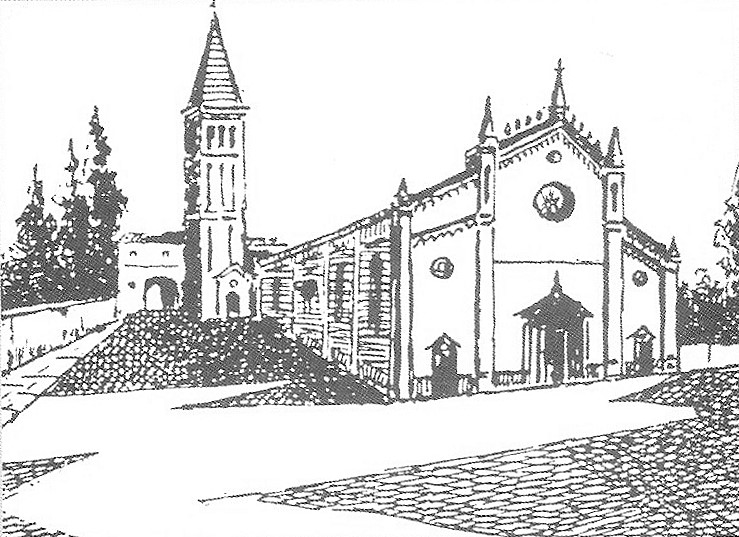
La basilica nel XVIII secolo in un disegno-stampa di Gio Bono Ferrari

Nuovi lavori si eseguirono nel 1679 per permettere la costruzione di una nuova abside, che conseguentemente portò alla cancellazione del precedente aspetto architettonico gotico-romanico, assumendo l'attuale aspetto settecentesco. Il coro venne nuovamente allungato, nel 1721, mediante colonne a spirale con capitelli in legno di noce completando con la donazione di un crocifisso ligneo (1725) da parte di un cittadino. La croce venne poi trasferita nella chiesa frazionale di San Quirico d'Assereto.
Il 14 ottobre 1794 la basilica venne invasa da un'improvvisa piena del torrente Boate, devastandone gli arredi religiosi; subì altre inondazioni durante il XIX secolo e XX secolo. Ulteriori e sostanziali modifiche si ebbero proprio nella seconda metà dell'Ottocento con il rifacimento degli interni e della nuova facciata in stile neoclassico, opera dell'architetto Gio Batta Olivieri, tra il 1852 e il 1856. L'opera di una definitiva e completa riedificazione della basilica si attuò nei primi anni del Novecento, con l'interessamento dal 1907 del neo arciprete monsignor Cesare Boccoleri, colui che diverrà in seguito vescovo della diocesi di Terni e quindi della diocesi di Modena, con l'attuazione del progetto "d'unione" della parte antica con gli elementi moderni voluto dall'architetto milanese Gaetano Moretti. L'edificazione della monumentale cupola fu il culmine di questo progetto che, nonostante lo scoppio e il proseguire della prima guerra mondiale, fu portato a compimento nel 1920 con la solenne cerimonia di consacrazione il 1º luglio della nuova basilica.
Nelle fasi finale della seconda guerra mondiale la chiesa fu interessata, così come altre zone della città, dal bombardamento aereo degli Alleati del 28 luglio 1944 che provocò vittime all'interno dell'edificio e il crollo della navata destra; per tali danni la basilica fu chiusa al culto religioso fino al 29 marzo del 1947. Dopo i necessari lavori di ripristino, effettuati in tempi post bellici, la chiesa ha visto inoltre nel 2006 la pedonalizzazione e il completo rifacimento della piazza laterale (diventandone, di fatto, il nuovo sagrato della basilica) e ancora nel 2009 con la rinnovata decorazione della neoclassica facciata.

## Descrizione

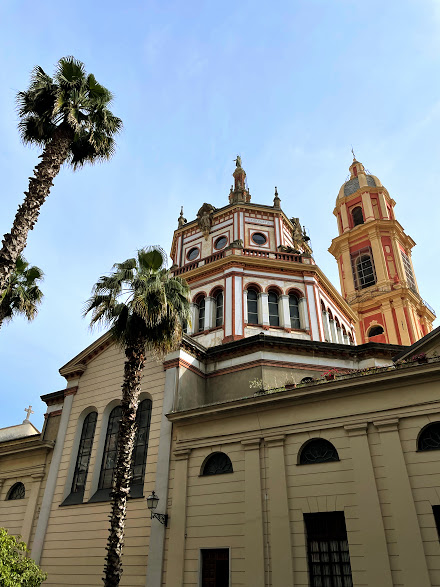
La monumentale cupola edificata negli anni venti del XX secolo

### Gli esterni

#### La facciata
Nella facciata, tra il portone principale e sotto il timpano, è posta una piccola lapide trapezoidale, collocata nel 1606 dopo un primo rinnovamento architettonico della basilica, recante un'iscrizione latina con la seguente dicitura tradotta:
Secondo gli storici questa iscrizione sarebbe la prova, la conferma, che tradizionalmente vuole che il sito religioso sia sorto sui resti di un antico tempio pagano.
Il portale in bronzo dell'ingresso principale, avente come soggetto artistico l'apparizione di Nostra Signora di Montallegro (patrona di Rapallo e ancora del suo antico capitanato in epoca genovese) al contadino Giovanni Chichizola, avvenuta il 2 luglio 1557, è opera dello scultore Arrigo Minerbi che lo realizzò nel 1957, con la collaborazione di Piero Brolis. Le altre porte laterali, anch'esse bronzee, sono invece opere di Guglielmo Salvini con le raffigurazioni di santa Lucia, santa Rosalia e dei santi Gervasio e Protasio.

#### La cupola
Le basi per la costruzione della cupola, di forma ottagonale, furono gettate il 1º gennaio del 1914 durante la celebrazione del Capodanno. In tale occasione l'amministrazione rapallese e la curia unirono gli sforzi, specie quelli monetari, presentando alla città un sontuoso progetto ad opera dell'architetto milanese Gaetano Moretti. Le spese di edificazione furono previste ad una somma superiore alle 30.000 lire, di cui 5.000 lire verranno spontaneamente donate dalla comunità rapallese.
Dopo un'attesa lunga sei anni, nel 1920 fu completata la costruzione della cupola donando l'opera alla cittadinanza, alla cui sommità venne posta il 1º giugno del 1931 la statua bronzea della Madonna di Montallegro.

#### Il campanile pendente

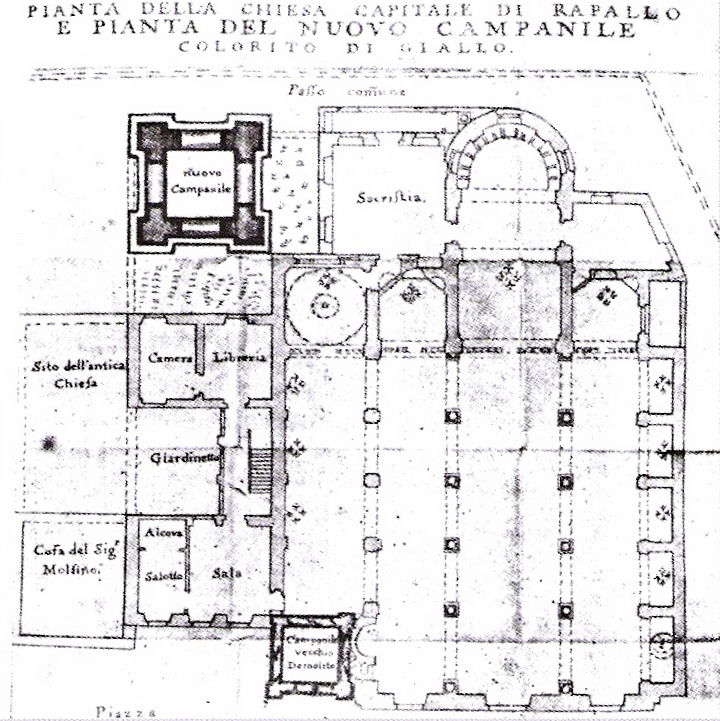
Le piante della chiesa e dell'erigenda torre campanaria in disegno del 1753

Il campanile, visibile a fianco della basilica e notevolmente svettante sopra i tetti del nucleo storico, subì nel corso dei secoli demolizioni, ricostruzioni e innalzamenti per esigenze "di spazi" prima e per problemi, dopo, legati alla pendenza e stabilità.
Già nel 1749 furono nominati sei commissari con il compito di riprogettare e/o rinnovare l'ormai desueto e vecchio campanile - quest'ultimo anticamente ubicato già alla destra della chiesa (come riportato in un disegno di Gio Bono Ferrari della gotica pieve nel Quattrocento) e ancora nella zona absidale a sinistra della struttura (ancora ripreso in una stampa del Ferrari della chiesa seicentesca) - prevedendo una notevole opera di innalzamento della torre campanaria. I lavori partirono immediatamente, salvo poi improvvisamente arrestarsi per la paventata paura di un crollo causati dal notevole peso aggiunto e da una spiccata pendenza del campanile verificatosi dopo l'allagamento dell'area (prettamente un'area paludosa) nell'alluvione che coinvolse il borgo e la chiesa nel 1750.
Nonostante i successivi calcoli atti a tentare un recupero della torre, la pendenza non si arrestò e si fece maggiore del previsto tanto che, dopo il parere di un nuovo architetto, si decise di demolire definitivamente il vecchio campanile nel 1753. Per l'edificazione della nuova torre campanaria si scelse l'attuale locazione a fianco dell'abside, ritenuta più sicura e in qualche modo più stabile, ma per un errore di calcolo (o di scavo delle fondamenta come supportato da alcuni scritti dell'epoca) anche la nuova struttura presentò gli stessi problemi di stabilità e di pendenza per la natura paludosa dell'area; per dare comunque una conclusione ai lavori si decise di posizionare il pinnacolo nel punto massimo raggiunto.
Più di dieci anni dopo, nel 1768, scongiurando probabili crolli o ulteriori pendenze si ripropose un nuovo e graduale innalzamento con il raggiungimento dell'attuale altezza di 67 m: di fatto la torre campanaria più alta della Liguria. Un secolo dopo, nel 1880, cercando di trarre benefici dalle nuove tecniche e studi in materia di architettura, e da nuovi calcoli sulla struttura, si diede avvio ad un progetto concreto per cercare di raddrizzare il pendente campanile ottenendone però scarsi risultati se non pressoché nulli. Le campane sono 12 (11 in scala diatonica+la settima diminuita) in La2 calante (la grossa è a sagoma medio leggera, per la mancanza di spazio in larghezza nella monofora) fuse da Roberto Mazzola in varie riprese+un timpano (per il battito orario) in La3 fuso da Francesco Picasso (appartenente al concerto antecedente).

### Gli interni

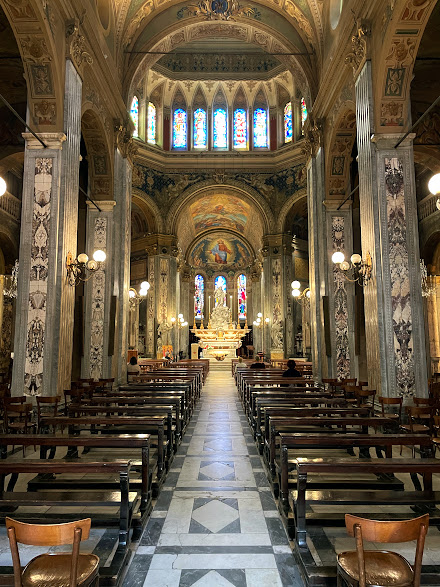
La navata centrale

#### Navata destra
Nella navata destra, ricostruita dopo il bombardamento aereo del 28 luglio 1944, è presente il battistero con vasca marmorea del XVII secolo e la raffigurazione scolpita del Battesimo di Gesù ad opera di san Giovanni Battista dello scultore rapallese Italo Primi. Nel successivo altare laterale, dedicato al Crocifisso, sono presenti le due statue in legno di San Francesco d'Assisi e di Santa Chiara, posizionate nel 1961, e un'antica immagine in legno. Sempre nella stessa nicchia due lapidi commemorano la memoria del canonico Silvio Camogli, perito nel bombardamento del 1944, e del sacerdote inglese don Chute, amico dello scrittore Ezra Pound che finanziò l'opera di restauro dell'altare.
Proseguendo verso l'altare maggiore, i due successivi altari laterali conservano il dipinto di San Giovanni Bosco del pittore Mattia Traverso, benedetto nel 1948 dal cardinale Eugène Tisserant a ricordo della presenza dell'Ordine dei Salesiani a Rapallo, e la pala d'altare di Sant'Antonio Maria Gianelli di Nicola Neonato, dipinta nel 1950. Conclude la navata l'edicola di sant'Antonio da Padova.

#### Navata sinistra
Entrando dalla porta principale il primo altare è intitolato a santa Lucia con la presenza del dipinto, databile al 1600 e attribuita al pittore Giovanni Andrea De Ferrari, di Santa Lucia tra i santi Erasmo, Antonio Abate, Giovanni Evangelista e Caterina d'Alessandria su sfondo rivierasco. In questa nicchia è posizionato anche il gruppo ligneo di Nostra Signora di Montallegro dello scultore Gardenie Stuflesser.
Il successivo altare, scolpito nel 1693 da Gio Bernardo Garvo, conserva la tela su legno della Madonna del Rosario del XVII secolo e due statue in marmo di San Domenico e Santa Rosa dello scultore Francesco Baratta. La navata si conclude con l'altare dell'Addolorata, con la tela di Luca Cambiaso raffigurante la Deposizione e l'immagine di Santa Rita da Cascia, e l'edicola di Nostra Signora di Lourdes con antichi reliquari.

#### Navata centrale e zona absidale

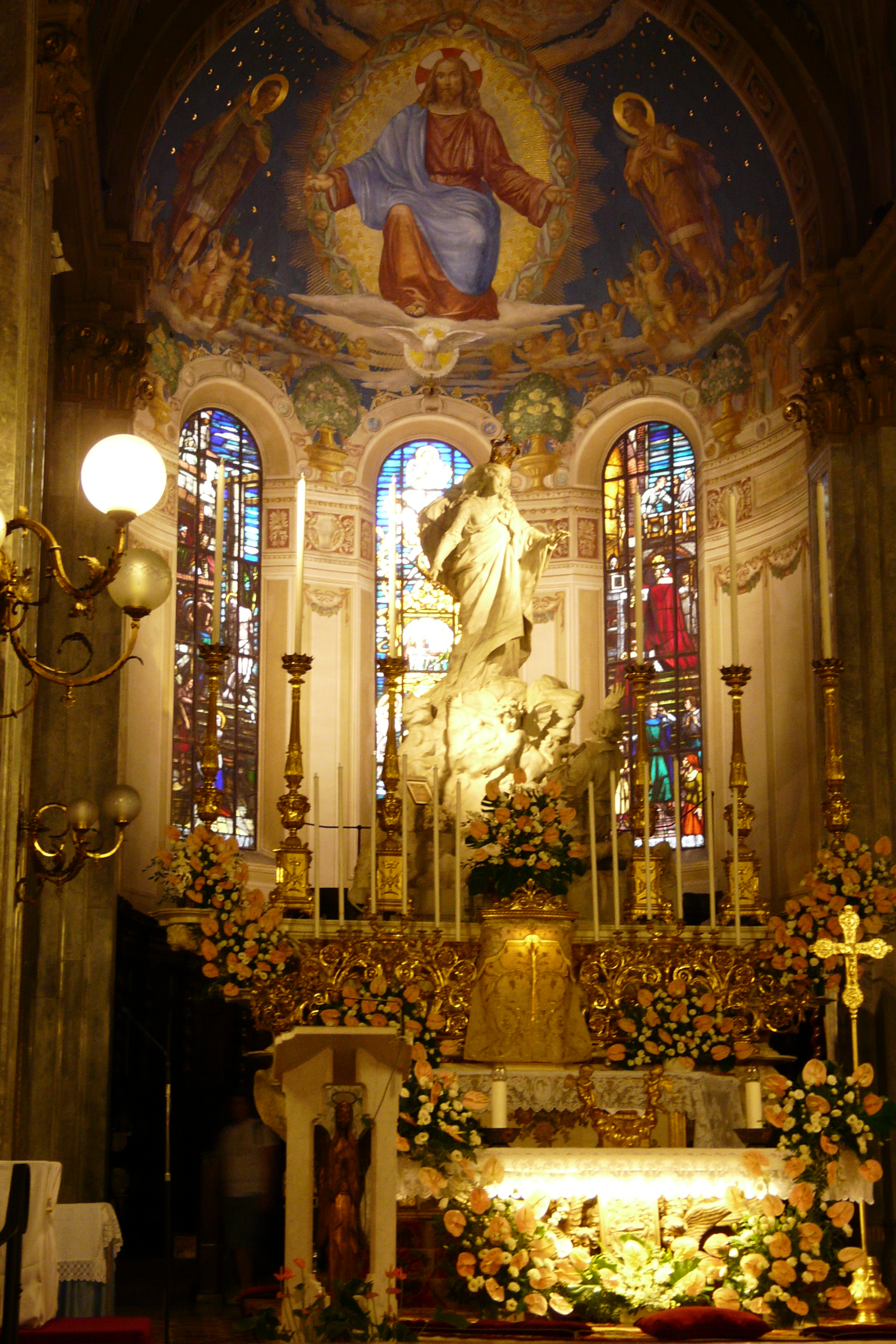
L'altare maggiore

Gli affreschi della navata centrale sono risalenti alla decorazione pittorica del 1854 del pittore vicentino Agostino Bottazzi, risaltati dalla luce policroma delle vetrate della facciata realizzate nel 1960 dall'artista Rolando Monti.

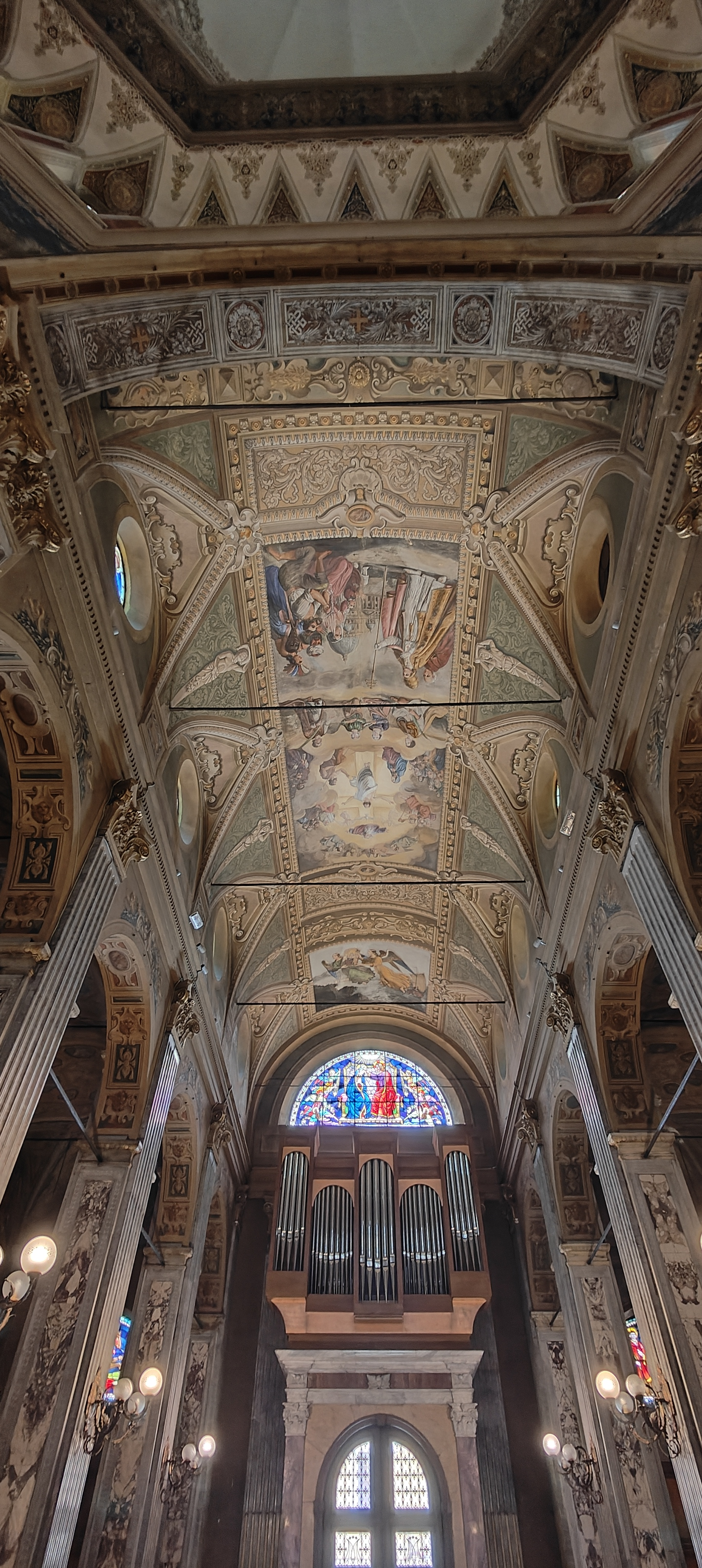
Particolare della volta con decorazioni e l'organo

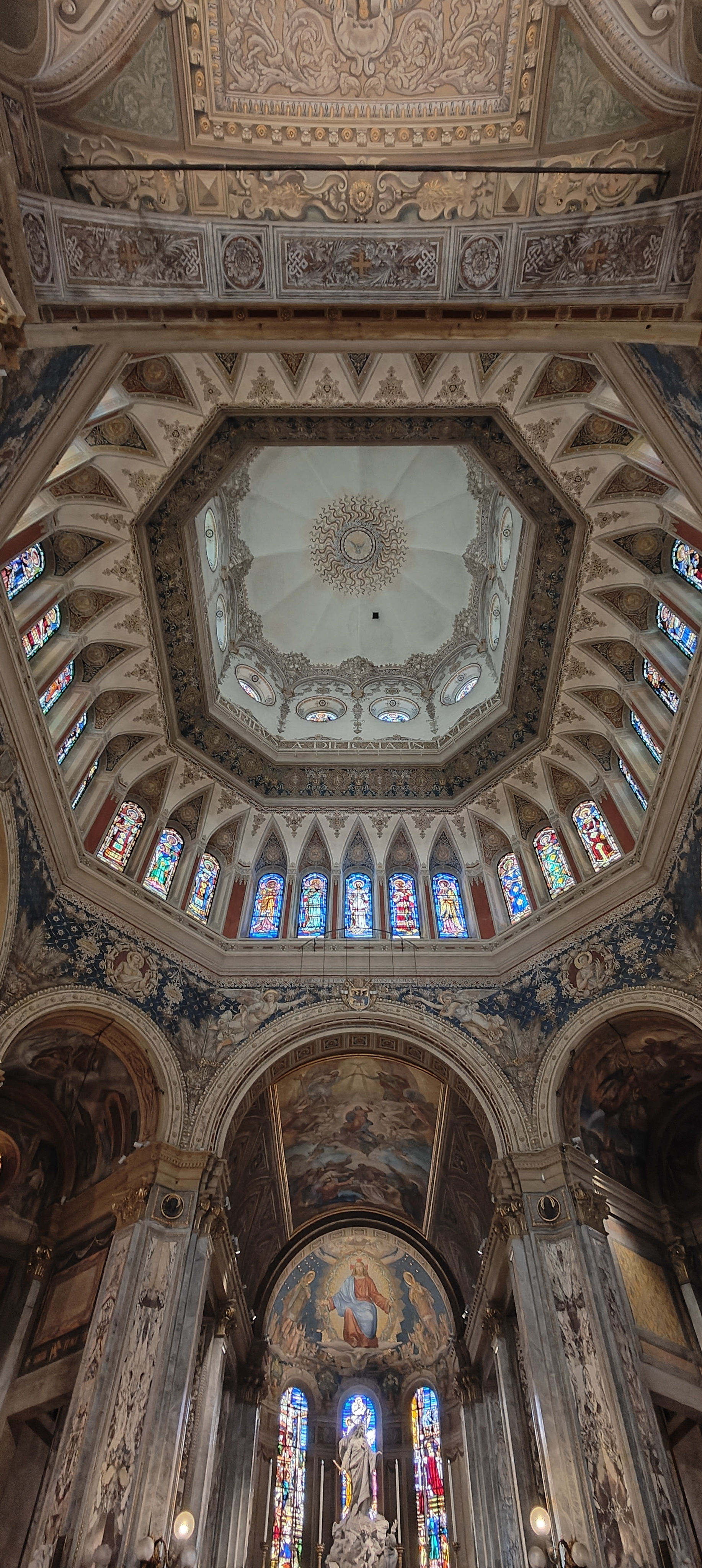
Particolare dell'interno cupola

La parte interna della cupola, di forma ottagonale, è decorata da affreschi in stile liberty del pittore Archimede Albertazzi che li realizzò tra il 1918 e il 1920, anni in cui furono installate anche le quarantadue vetrate policrome raffiguranti un coro di angeli. Sempre nella zona sottostante la cupola si trovano le quattro statue marmoree degli Evangelisti (san Marco, san Luca, san Giovanni e san Matteo) di Antonio Orazio Quinzio, collocate presso i pilastri il 4 febbraio del 1932 e benedette dal vescovo chiavarese monsignor Amedeo Casabona; le statue furono acquistate dai fabbricieri della chiesa di San Michele Arcangelo di San Michele di Pagana e in seguito qui traslate.
Il pulpito in marmo, addossato ad un pilastro della navata destra, è stato realizzato dall'artigiano Lorenzo Riddi dopo la raccolta di fondi e offerte dalla popolazione locale nel 1637; i sei bassorilievi, raffiguranti scene della Passione di Gesù e i santi titolari della chiesa, provengono, come sostenuto dallo storico rapallese Gio Agostino Molfino, da una cappella fatta erigere nel XIII secolo dal cardinale Ottobono Fieschi, futuro papa Adriano V, quest'ultimo legato al borgo di Rapallo per alcuni possedimenti familiari.
Nel transetto vi è l'altare intitolato al Santissimo, realizzati da Gaetano Moretti nell'ultima rivisitazione della basilica su commissione delle famiglie rapallesi Castagneto e Murtula, con la decorazione dell'affresco dell'Apparizione di Montallegro di Archimede Albertazzi e dalle vetrate policrome di Olindo Grassi. Di fronte l'altare di san Giuseppe accoglie l'altare in marmo policromi dello scultore Antonio Rovelli, realizzato nel 1921, e i busti dei benefattori Angelo Castagneto e Maria Vaccaro Castagneto. I successivi altari laterali, di san Biagio a destra e dell'Annunziata a sinistra, conservano il dipinto del 1635 di Domenico Fiasella e una coeva pala d'altare sempre attribuita al pittore. La tela con il Miracolo della gola narra, con intenso verismo, il miracolo di Biagio che durante la prigionia dalle grate tocca la gola del bambino e lo guarisce da una lisca di pesce conficcata in gola.

#### Presbiterio

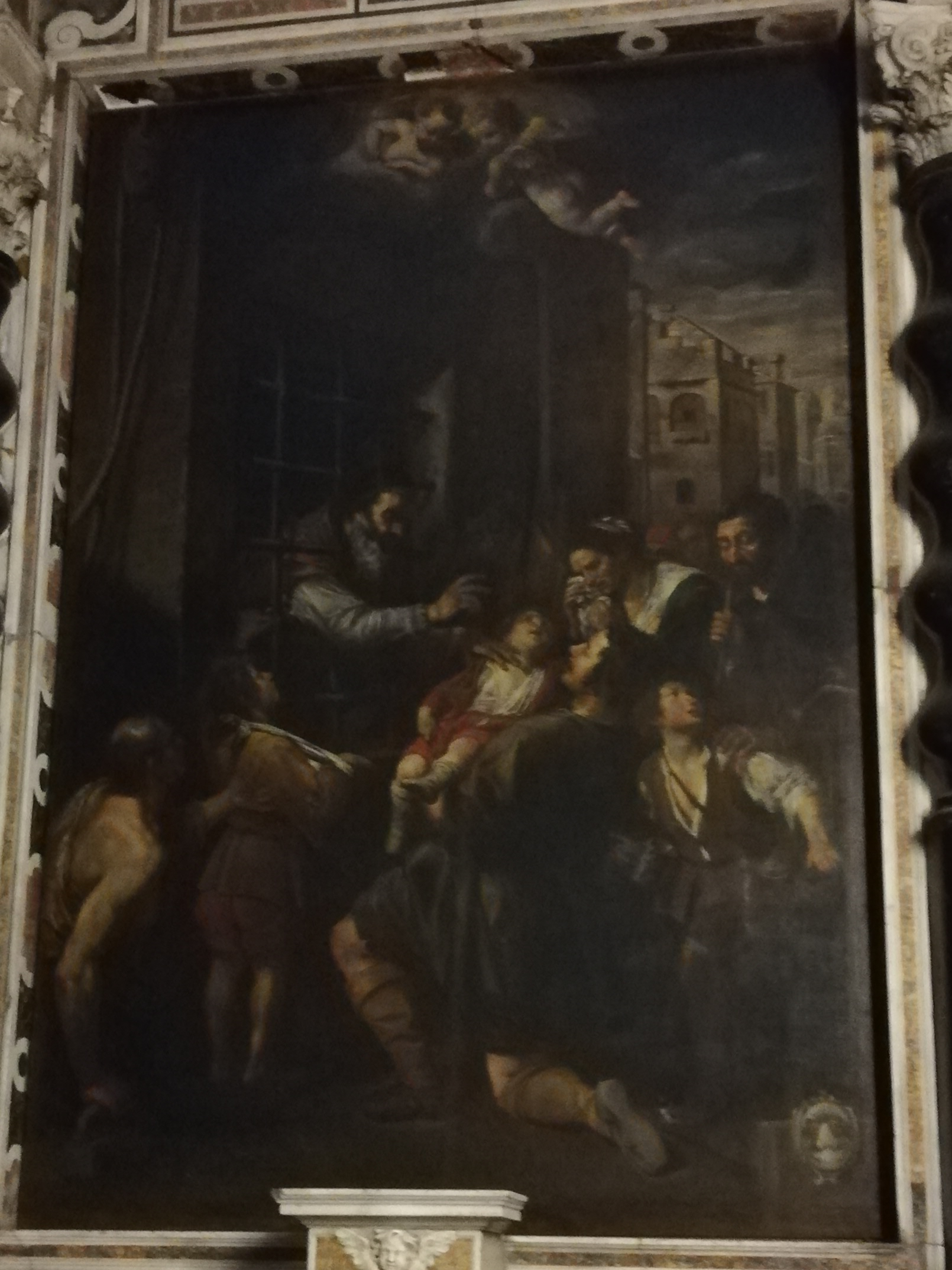
Miracolo della gola di san Biagio, Domenico Fiasella

Nel presbiterio è collocato il grande altare in marmo dello scultore Bernardo Schiaffino, commissionato il 1º giugno del 1728 per il locale monastero di Santa Chiara da Montefalco e qui trasferito nel 1919 dopo la soppressione di quest'ultimo anni prima. Nel centro s'innalza il voluminoso gruppo marmoreo dell'Apparizione di Nostra Signora di Montallegro al contadino Giovanni Chichizola di Enrico Quattrini e benedetto con cerimonia solenne il 12 settembre 1926. A sinistra è invece presente il nuovo altare liturgico bronzeo realizzato nel 1992 da Giorgio Gnudi.
Nel catino dell'abside campeggia il grande affresco del Cristo Pantocratore con i santi Gervasio e Protasio del 1925 ad opera di Archimede Albertazzi; nella volta l'Assunzione di Maria è datata al 1938 per mano del pittore Pasquale Arzuffi.
Le pareti della zona presbiteriale conservano i dipinti di Santa Rosalia, dono del 1679 del nobile Gervasio Pescia, della Madonna del Rosario di Domenico Piola, Scene di vita dei santi Gervasio e Protasio di Santino Fortunato Tagliafico del 1890, di San Nicola di Bari del XVII secolo, la Fuga in Egitto e la Visita di sant'Elisabetta del XX secolo.
Le quattordici stazioni della Via Crucis, disposte lungo i pilastri del perimetro della basilica, sono state realizzate nel 1943 dall'artista veneziano Oreste Zampieri; inizialmente non collocate all'interno della chiesa, quindi "risparmiate" dal bombardamento aereo del 1944, furono definitivamente sistemate nel giugno del 1948.